# 정병권
정병권 (丁炳權, 1948년 1월 26일 ~ )은 대한민국의 폴란드 어문학자이다. 현재 한국외국어대학교 폴란드어과 교수이다.
전라남도 영광 출신으로 광주고등학교와 1975년 한국외국어대학교 독일어과를 졸업하였고 박정희 제 5·6·7·8·9대 대한민국 대통령집권때는 국비유학생으로 선출되어 독일 베를린 자유대학교 (Freie Universität Berlin)에서 폴란드어를 배웠다. 당시 사회주의 국가였던 폴란드가 언젠가는 민주화된다는 생각으로 폴란드 언어와 문학에 학문적인 관심을 갖게 된 그는 독일 베를린 자유대학에서 문학석사, 후로는 폴란드 크라쿠프의 야기엘론스키 대학교에서 문학박사까지도 취득하였다.
당시 대한민국에서 단일의 폴란드 어문학자였던 그는 1987년 한국외국어대학교에 폴란드어과를 설립시키면서 폴란드에 대한 체계적인 연구가 이루어질수 있도록 하였다. 지난 2017년에 30주년을 맞은 외대 폴란드어과는 그동안 몇백명의 졸업생들을 배출하였고, 그들은 국내·외에서 무역, 외교, 언론 등 분야에서 폴란드와 한국을 이어주는 가교로서 활발한 활동을 하고있다.
여러 방면에서 대한민국과 폴란드간의 문화교류에 공로를 한 그는 2003년 포즈난 아담 미츠키에비츠 대학교 공로메달을 수상하였고, 2004년에는 폴란드 대통령 알렉산데르 크바시니에프스키으로부터 십자훈장을 수상하였다. 
2006년 바르샤바 대학교 폴로니쿰 상을 수상하였고, 2012년 폴란드 포즈난 아담 미츠키에비츠 대학교 명예박사와
폴란드 오폴레 오폴레 대학교 명예박사, 폴란드 크라쿠프 야기엘론스키 대학교에서 메렌티브스 공로메달, 그리고 폴란드 문화부 장관으로부터 글로리아 아르티스 메달을 수상하였다.
폴란드외의 다른 동유럽국가에도 학문적인 관심이 많은 그는 한국동유럽발칸학회를 설립하였고 당 학회의 초대회장 (1999-2001)이기도 하였다.
그는 또한 동유럽발칸 연구소(한국외국어대학교) 초대 소장, 한국외국어대학교 교무처장, 동유럽대학장, 도서관장을 역임하였다.

### 저서 및 역서
저서 및 역서로는 "판 타데우시", "자작나무 숲", "한국과 동유럽 구비문학 비교", "동유럽 발칸의 민주화와 문화갈등" 등이 있으며, 폴란드에서 활동하는 한국인들에게 도움이 많이 되는 "폴란드사" 와 "폴란드어 회화" 도 만들었다. 또한 세계최초의 "폴란드어–한국어사전"을 편집하기도 하였다.

### 논문
논문으로는 "쉼보르스카의 시에 나타난 인간과 상황", "처스와프 이워쉬의 고향유럽에 나타난 독일상" 등 폴란드 문학 관련의 60 여 편의 논문이 있다